# Siwan (distrikt)
Siwan (bihari: सिवान जिला) er et distrikt i den indiske delstat Bihar. Distriktets hovedstad er Siwan.

## Demografi
Ved folketællingen i 2011 var der 3,318,176 indbyggere i distriktet, mod 2,714,349 i 2001. Den urbane befolkningen udgør 5,49 % af befolkningen.
Børn i alderen 0 til 6 år udgjorde 16,06 % i 2011 mod 20,25 % i 2001. Antallet af piger i den alder per tusinde drenge er 934 i 2011, det samme som i 2001.